# Thomas Cobden-Sanderson

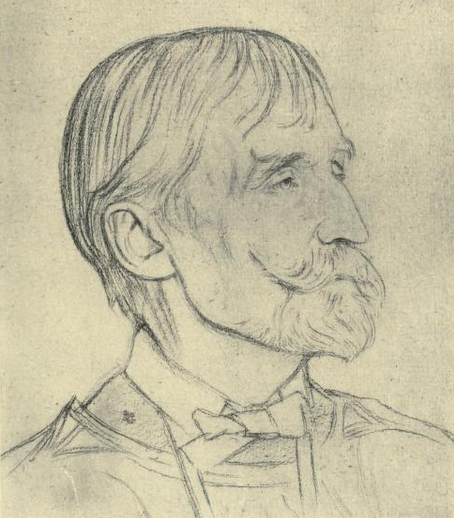
Porträt von T. J. Cobden-Sanderson durch William Rothenstein

Thomas James Cobden-Sanderson (* 2. Dezember 1840 in Alnwick; † 7. September 1922) war ein englischer Buchbinder, Drucker und Künstler.

## Leben
Thomas James Sanderson wurde in Alnwick, einer kleinen Stadt im Norden von Northumberland geboren und studierte Jurisprudenz zunächst am Owen’s College der Manchester Universität und dann am Trinity College der Universität Cambridge. Er verließ die Universität ohne einen offiziellen Abschluss. 1882 heiratete er Anne Cobden (1853–1926) und nahm ihren Namen als zusätzlichen Familiennamen an. Durch seine Frau kam er in Kontakt zum Arts and Crafts Movement und wurde mit William Morris bekannt, dem wichtigsten Vertreter der neuen Buchkunstbewegung. Cobden-Sanderson begann für die von Morris gegründete Kelmscott Press zu arbeiten. Gemeinsam mit Emery Walker gründete er im Londoner Stadtteil Hammersmith die Doves Press. 1901 veröffentlichte Cobden-Sanderson seine buchästhetische Programmschrift The Ideal Book or Book Beautiful.

## Veröffentlichungen
- The ideal book or Book beautiful: a tract on calligraphy, printing and illustration & on the book beautiful as a whole. Doves Press, Hammersmith 1900.
- Ecce mundus: industrial ideals, and the book beautiful. Hammersmith Publ. Society, Hammersmith 1902.
- The Arts and crafts movement. Hammersmith Publ. Society, Hammersmith 1905.
- London: A paper read at a meeting of the Art Workers Guild. Cobden-Sanderson & Walker, London 1906.
- Credo [Pleni sunt coeli et terra gloria tua]. Doves Press, Hammersmith 1908.